# Crawlerway
Crawlerway là một con đường đôi rộng 130 foot (40 m) tại Trung tâm Vũ trụ Kennedy ở Florida. Nó nối Tòa nhà Lắp ráp Phương tiện (VAB) với hai bệ phóng tại Tổ hợp Phóng 39. Chiều dài con đường là 3,4 dặm (5,5 km) tới Pad 39A và 5,5 dặm (8,9 km) tới Pad 39B. Có một lớp đá bảy foot (2 m) nằm bên dưới lớp nhựa đường và bề mặt được làm từ đá sông Alabama.
Ban đầu, Crawlerway được thiết kế để hỗ trợ trọng lượng của tên lửa Saturn V cùng tải trọng của nó, cộng thêm Launch Umbilical Tower và bệ phóng di động (MLP) trên một xe vận chuyển bánh xích trong chương trình Apollo. Nó cũng được sử dụng từ năm 1981 đến năm 2011 để chở các tàu con thoi nhẹ hơn đến bệ phóng.
Việc xây dựng Crawlerway đã giúp kết nối Merritt Island với đất liền, qua đó tạo thành một bán đảo. Đường tiếp cận chính cho phương tiện đến và đi từ bệ phóng, hay Saturn Causeway, chạy dọc theo Crawlerway.

## Xây dựng
Crawlerway bao gồm hai làn đường rộng 40 foot-wide (12 m), được ngăn cách bởi dải đất trống rộng 50 foot (15 m). Lớp trên cùng là đá sông Alabama, dày 4 inch (10 cm) ở các đoạn thẳng và 8 inch (20 cm) ở các đoạn cong. Đá sông Alabama được lựa chọn vì nhiều đặc tính, bao gồm độ cứng, độ tròn, độ cầu và điểm kiểm tra độ mài mòn LA. Bên dưới đó là 4 foot (1,2 m) đá dăm được phân loại nằm trên hai lớp đất lấp. Năm 2013, một dự án sửa chữa và nâng cấp Crawlerway đã được tiến hành; đây là lần đầu tiên nền móng được sửa chữa kể từ khi xây dựng. Đá bổ sung được thêm vào bề mặt vào tháng 6 năm 2014.

## Thư viện ảnh

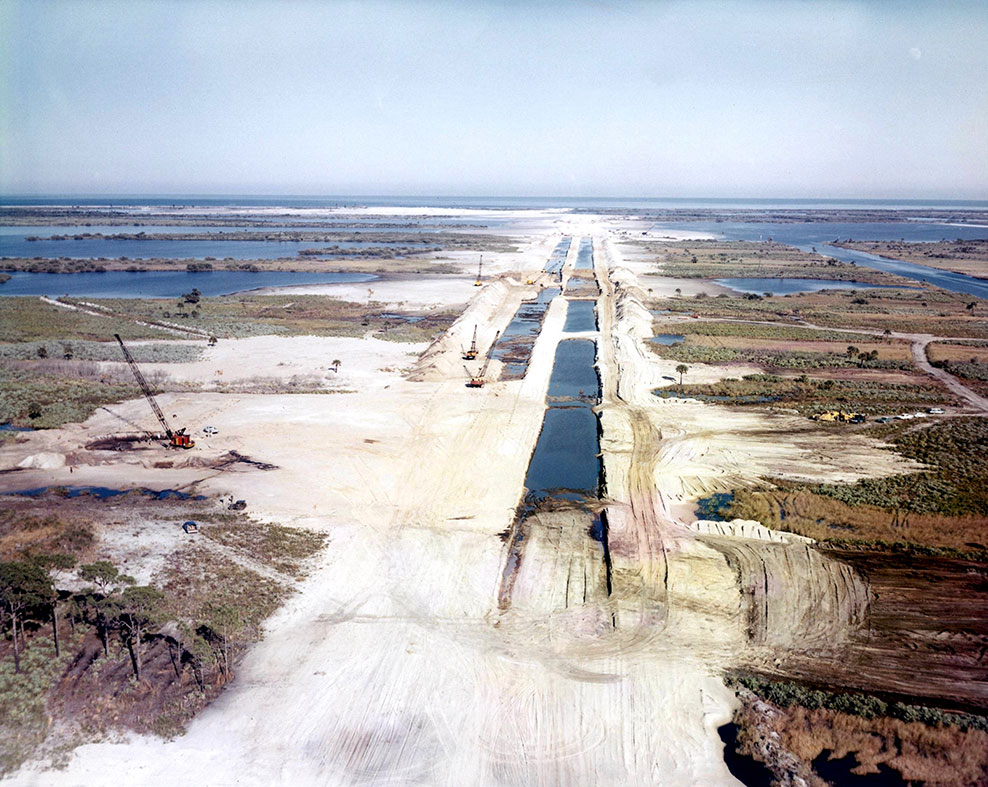
Crawlerway trong quá trình thi công, tháng 12 năm 1963
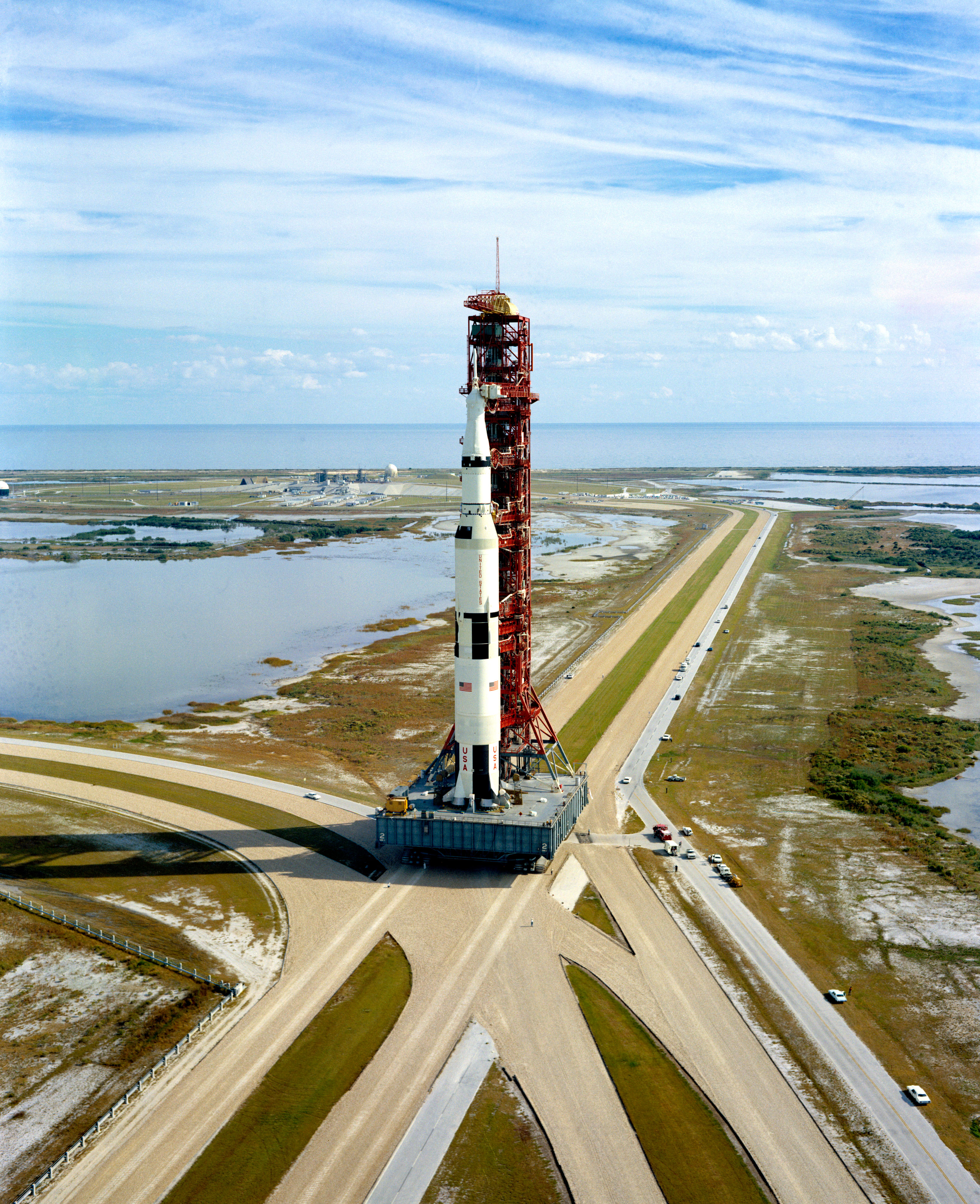
Apollo 14 được đưa tới Pad 39A, tháng 11 năm 1970
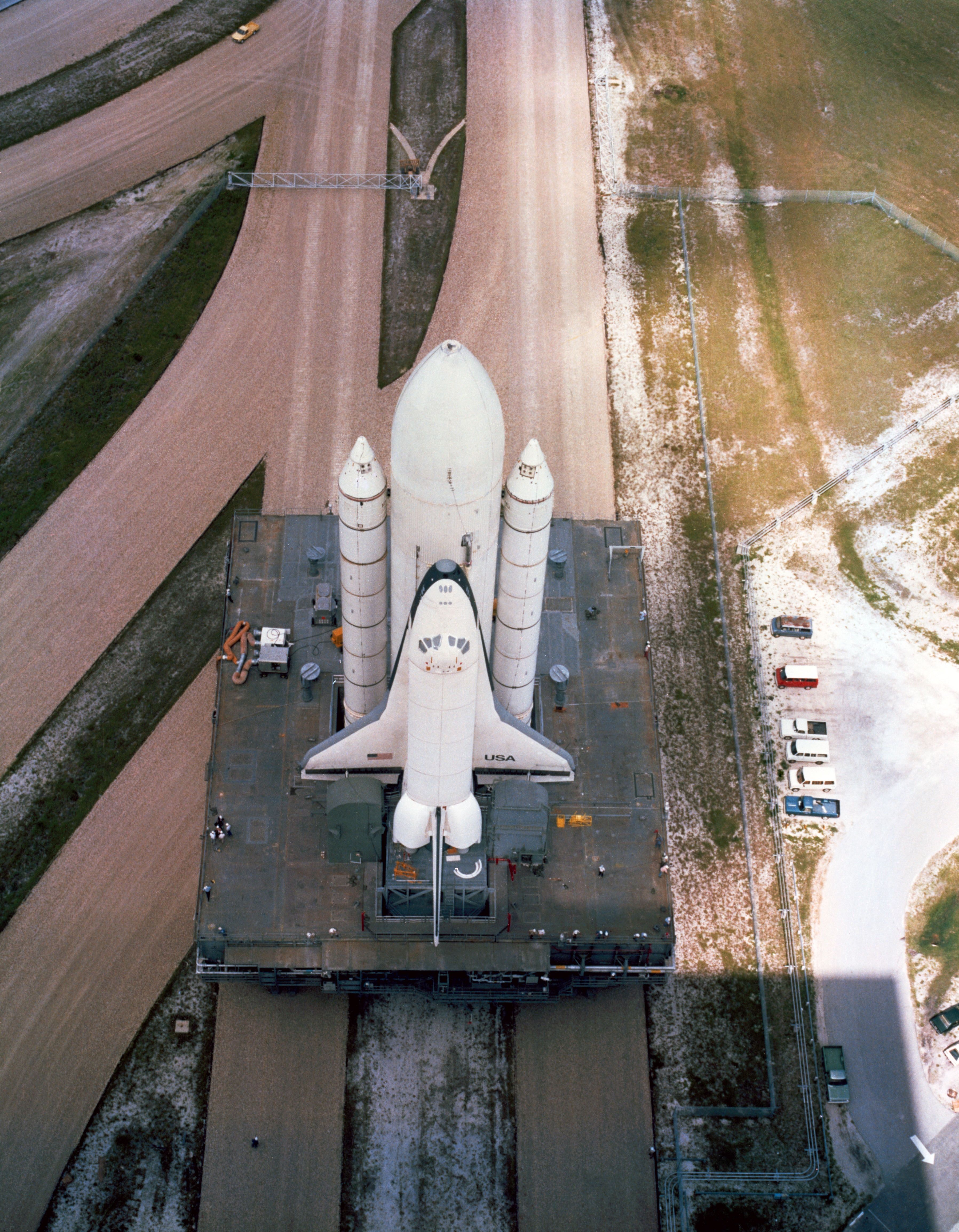
Tàu con thoi Enterprise nguyên mẫu bắt đầu hành trình trên Crawlerway từ Pad 39A tới VAB, tháng 7 năm 1979
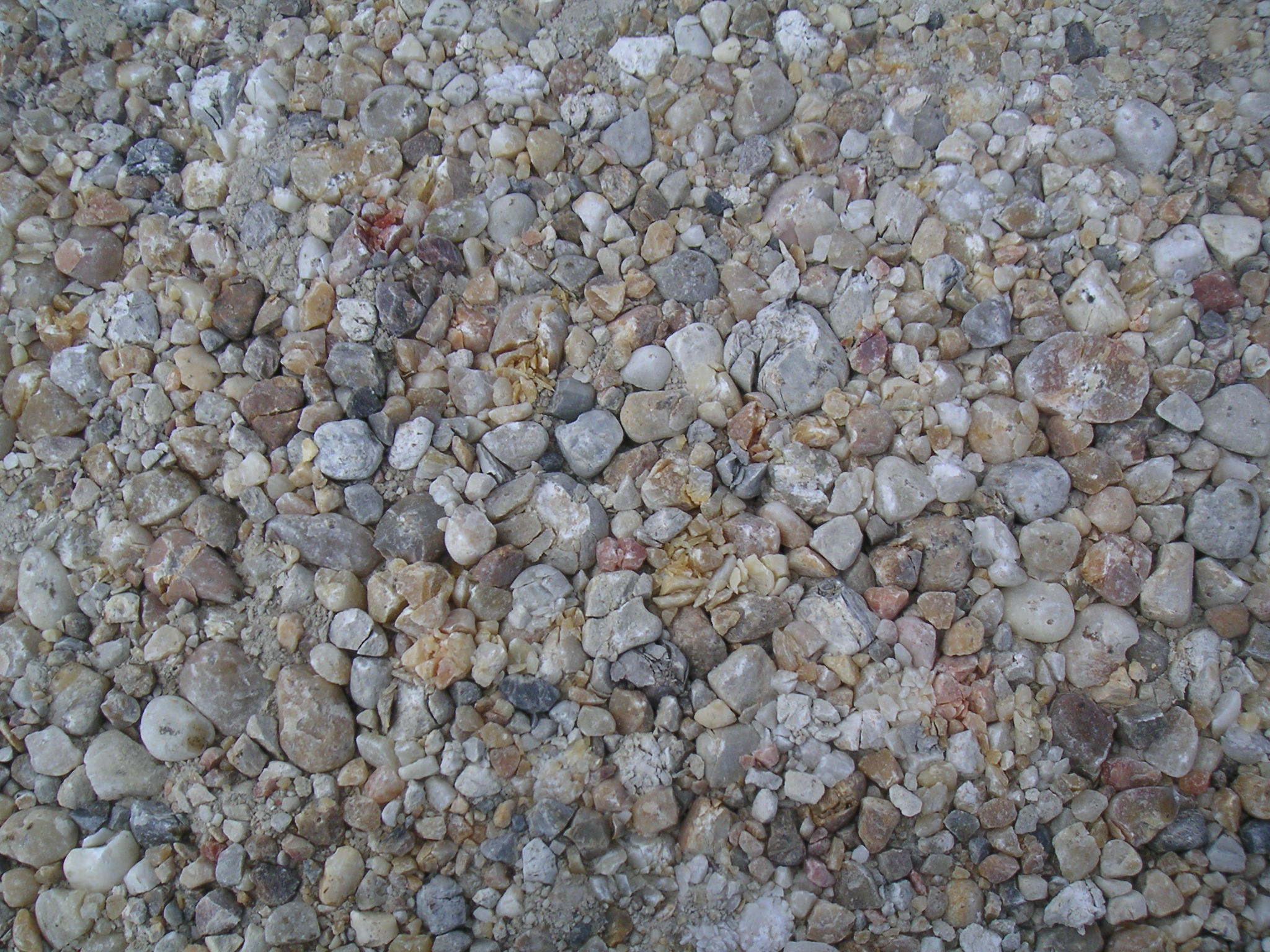
Ảnh chụp cận cảnh Crawlerway, tháng 4 năm 2005; vốn ban đầu rất bằng phẳng, những viên đá đã bị phá vỡ sau nhiều chuyến đi của xe vận chuyển bánh xích.